# 바이러스 (1980년 영화)
바이러스(復活の日, VIRUS)는 일본에서 제작된 후카사쿠 킨지 감독의 1980년 멜로/로맨스, 액션, 서스펜스 영화이다.

## 출연
- 쿠사카리 마사오
- 와타세 츠네히코
- 치바 신이치
- 글렌 포드
- 조지 케네디
- 로버트 본
- 척 코너스
- 보 스벤슨
- 올리비아 핫세
- 헨리 실바
- 나츠야기 이사오
- 스튜어트 길라드
- 섹 린더
- 에드워드 제임스 올모스
- 켄 포그
- 앨버타 왓슨

## 같이 보기
- 마지막 날 기계